# Saurauia leytensis
Saurauia leytensis är en tvåhjärtbladig växtart som beskrevs av Elmer Drew Merrill. Saurauia leytensis ingår i släktet Saurauia och familjen Actinidiaceae. Inga underarter finns listade i Catalogue of Life.